# Erziehungsschnitt
Erziehungsschnitt oder Aufbauschnitt sind nach den ZTV-Baumpflege Schnittmaßnahmen bei Jungbäumen zur Erzielung einer der vorgesehenen Funktion des Baumes entsprechenden Krone und zur Vermeidung von Fehlentwicklungen. Unter Berücksichtigung der arttypischen Wuchsform ist Fehlentwicklungen rechtzeitig vorzubeugen bzw. sind diese möglichst früh zu korrigieren. Bei Jungbäumen sind Konkurrenztriebe, insbesondere Zwiesel bis 4–5 cm Durchmesser zu entfernen, über 4–5 cm sind diese einzukürzen.
Der Leittrieb ist erforderlichenfalls zu stäben, also mit einem Stab zu stabilisieren.
Der Kronenschnitt bei Jungbäumen soll dazu führen, eine gesunde und artgerechte Krone mit einer stabilen Kronenstruktur zu erhalten oder aufzubauen. Dieser Schnitt wird oft als eine der wichtigsten Schnittmaßnahmen bezeichnet. Gerade in dieser Zeit ist es noch möglich, die Form des Baumes zu gestalten, ohne große Schäden zu verursachen. Dabei ist vor allem der Leittrieb mit einem stufigen Aufbau zu fördern. Ein späteres Aufasten muss möglich sein. Das Lichtraumprofil ist vorzubereiten. Minderwertige Bäume mit ernsthaften Schäden sollten lieber gleich ausgetauscht werden. Stabile Äste, insbesondere Äste mit einem weiten Öffnungswinkel sollten gefördert werden, steil nach oben wachsende Äste sind instabiler. Auch ist darauf zu achten, dass nicht zu viele, dicht aneinander wachsende, konkurrierende Äste vorhanden sind.

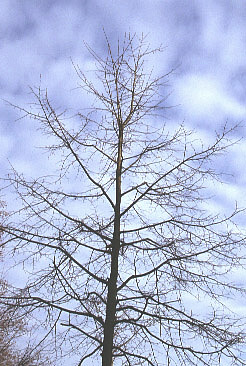
Erziehungsschnitt – Zwiesel (Konkurrenztriebe) müssen entfernt werden
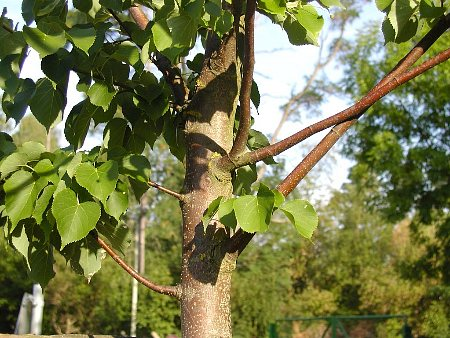
Fehlender Pflanzschnitt bei einer Linde – Reibende Äste müssen entfernt werden
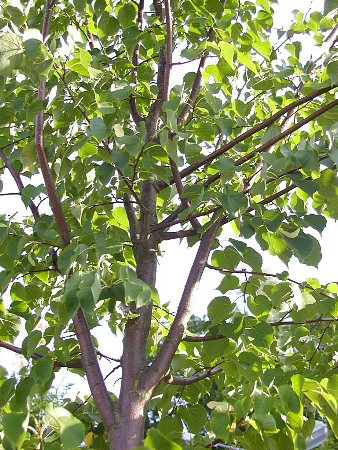
Äste zu dicht, der Steilast bzw. der nach innen wachsende Ast ist zu entfernen